# Брухос де Гваяма
Брухос де Гваяма — професійна чоловіча баскетбольна команда, що базується у м. Гваяма у Пуерто-Рико і грає у Вищій Лізі Пуерто-Рико з баскетболу. Незважаючи на те, що команда грає у Вищій Лізі з 1971 року, вона досі жодного разу не перемогла у ній, але 2 рази виходила у фінал (1991, 1994).

## Історія
Брухос де Гваяма була заснована у 1971 році, і з тих пір лише два рази зіграла у фіналі Вищої Ліги. У 1991 й 1994 роках у фіналі команда програла Атлетікос де Сан-Херман.

## Найвідоміші гравці
Кайл Гібсон — американський баскетболіст, що виступає у Чемпіонаті Ізраїлю з баскетболу.